# برناديت راندال
برناديت راندال (بالإنجليزية: Bernadette Randall)‏ هي لاعب كرة مضرب أسترالية، ولدت في 27 سبتمبر 1965.

## وصلات خارجية
- برناديت راندال على موقع رابطة محترفات التنس (الإنجليزية)
- برناديت راندال على موقع الاتحاد الدولي لكرة المضرب (الإنجليزية)
- برناديت راندال على موقع خلاصة التنس.كوم (الإنجليزية)